# Herbert von Obwurzer
Herbert von Obwurzer (čitaj fon Obvurcer) (Innsbruck, 23. lipnja 1888. – Nakel, Westpreußen, 25. siječnja 1945.) je bio jedan od oficira u sklopu njemačkih Waffen SS snaga tokom Drugog svjetskog rata.

## Prvi svjetski rat
Obitelj je dobila plemićku titulu "von" nakon što je Herbertov otac poginuo u Prvom svjetskom ratu. Sam Herbert se borio u Prvom svjetskom ratu u sastavu austro-ugarske vojske kao satnik u 1. pukovniji "Tirolskog Kaiserjägera".

## Period između dva svjetska rata
Nakon Prvog svjetskog rata, Obwurzer je bio član Frajkorps "željezne divizije", a 1919. sudjelovao je u borbama u baltičkim državama. Od 1920. bio je odgovoran za osnivanje "tirolskog domobranstva" i pridružio se NSDAP-u (Nacionalsocijalistička njemačka radnička stranka) 1930. godine. Nakon pridruživanja stranci uslijedio je prelazak u Njemački Rajh gdje je imao čin bojnika od 1937. godine.

## Drugi svjetski rat
Godine 1942. prelazi u Waffen-SS s činom Obersturmbannfuhrera (Viši vođa jurišne jedinice). Od ljeta 1942. služio je u 6. SS brdskoj "Nord" diviziji i odatle je prebačen u "Handžar" diviziju. Uz organizaciju te divizije, obnašao je dužnost njezina prvog zapovjednika od 1. travnja do 9. kolovoza 1943. godine. Odatle je u rujnu 1943. prešao u 1. SS pješačku brigadu, koja je počinila brojna ubojstva civila u Sovjetskom Savezu. U srpnju 1944. postao je zapovjednik latvijske grenadirske divizije u sklopu Waffen SS-a. Nestao je 26. siječnja 1945. kada se odigravala izviđačka misija i od tada je proglašen mrtvim.